# Parentalt alienationssyndrom
Parentalt alienationssyndrom (förkortat som PAS) är en term som myntades av den amerikanske professorn i psykiatri Richard A. Gardner i början av 1980-talet för att referera till vad han beskriver som en störning där ett barn, fortlöpande, förminskar och förolämpar en förälder utan anledning. Detta sker på grund av en kombination av faktorer, som inkluderar indoktrinering av den andra föräldern (nästan enbart förekommande som en del i en vårdnadstvist) och barnets eget försök att tala nedsättande om föräldern ifråga. Gardner introducerade uttrycket 1985 i en artikel, där han beskrev ett kluster av symptom han hade observerat i början av 1980-talet.

## Status
Parentalt alienationssyndrom erkänns inte som en störning av medicinska eller legala instanser och Gardners teori och närliggande forskning har mött stor kritik av forskare inom juridik och  mentalhygien för att sakna vetenskaplig grund och tillförlitlighet. Begreppet parental alienation erkänns från 2013 inte heller som en störning enligt American Psychiatric Associations katalog över mentala störningar, Diagnostic and Statistical Manual of Mental Disorders, femte utgåvan. Det är inte upptaget i ICD-listan, som är Världshälsoorganisationens (WHO:s) klassificeringssystem för olika diagnoser.
Gardner beskrev PAS som accepterat inom juridiken och nämnde ett antal precedensfall, men en juridisk analys 2006 av de aktuella fallen pekade på att hans beskrivning inte var korrekt.

### Fotnoter
1. 1 2  Richard A Gardner (2001). ”Parental Alienation Syndrome (PAS): Sixteen Years Later”. Academy Forum 45 (1):  sid. 10-12. http://www.fact.on.ca/Info/pas/gard01b.htm.
2. ↑  W Bernet (2008). ”Parental Alienation Disorder and DSM-V”. The American Journal of Family Therapy 36 (5):  sid. 349–366. doi:10.1080/01926180802405513.
3. ↑  KC Faller (1998). ”Arkiverade kopian” (pdf). Child Maltreatment 3 (2):  sid. 100–115. doi:10.1177/1077559598003002005. Arkiverad från originalet den 27 mars 2016. https://web.archive.org/web/20160327153401/http://leadershipcouncil.org/docs/Faller1998.pdf. Läst 1 maj 2011.
4. ↑  CS Bruch (2001). ”Parental Alienation Syndrome and Parental Alienation: Getting It Wrong in Child Custody Cases” (pdf). Family Law Quarterly 35 (527):  sid. 527–552. http://www.law.ucdavis.edu/faculty/Bruch/files/fam353_06_Bruch_527_552.pdf.
5. ↑  CL Wood (1994). ”The parental alienation syndrome: a dangerous aura of reliability”. Loyola of Los Angeles Law Review. http://fact.on.ca/Info/pas/wood94.htm.
6. ↑  Huffington Post 21 september 2012: Parental Alienation Not A Mental Disorder, American Psychiatric Association Says, läst 17 juni 2014
7. ↑  Hoult, JA (2006). ”The Evidentiary Admissibility of Parental Alienation Syndrome: Science, Law, and Policy”. Children's Legal Rights Journal 26. http://papers.ssrn.com/sol3/papers.cfm?abstract_id=910267.(engelska)

### Översättning
Den här artikeln är helt eller delvis baserad på material från engelskspråkiga Wikipedia, Parental alienation syndrome, 1 maj 2011.